# Sixto Peralta
Sixto Raimundo Peralta Salso (Comodoro Rivadavia, Provincia de Chubut, Argentina, 16 de abril de 1979) es un exfutbolista argentino. Se desempeñaba como mediocampista.

## Trayectoria
Se inició en las divisiones inferiores de la Comisión de Actividades Infantiles para luego pasar a la cantera de Huracán, donde llegaría a debutar el 23 de agosto de 1996 contra Lanús. En El Globo permaneció tres temporadas, jugando ochenta partidos y marcando a su vez once goles. A raíz de sus buenas actuaciones fue transferido al Racing Club de Avellaneda, donde jugó sólo una temporada antes de ser traspasado al Inter de Milán. Sin embargo, no llegó a jugar para este equipo ya que fue enviado a préstamo al Torino donde lograría el ascenso a la Serie A del fútbol italiano.
Para la siguiente temporada fue nuevamente enviado a préstamo, esta vez a la Premier League de Inglaterra, para jugar por el Ipswich Town. Para la temporada 2002/2003 fue cedido a préstamo una vez más, esta vez regresando a Racing, con el que disputó la Copa Sudamericana 2002 y la Copa Libertadores 2003.
Tras finalizar su vínculo con el Inter de Milán partió al fútbol mexicano para jugar por el Santos Laguna, donde permanecería una temporada. Finalizada ésta fue llamado por Nery Pumpido para formar parte del Tigres de San Nicolás de los Garzas, donde tuvo buenas campañas que lo hicieron regresar nuevamente a Racing. En su tercer paso por Racing no tuvo un buen rendimiento, por lo cual tras un año en el club partió a préstamo a River Plate, donde solo jugó nueve partidos convirtiendo un gol sumando el torneo argentino como en la Copa Sudamericana.
Luego partió hacia Rumania para jugar por el CFR Cluj, en el que tuvo muy buenas campañas y fue figura de su equipo, que obtuvo tres títulos de liga, dos copas nacionales y dos supercopas además de llegar a jugar la Liga de Campeones de la UEFA. Luego de su paso por el fútbol rumano regresó a Sudamérica pero esta vez para jugar en Chile por Santiago Wanderers de Valparaíso, pero antes de firmar por el club porteño fue convocado por José María Buljubasich para sumarse a la Universidad Católica. Su primer gol con la camiseta de Universidad Católica, fue frente a Santiago Wanderers en un remate de tijera. Luego de su paso por Universidad Católica, su último club profesional fue la Universidad de Concepción, donde jugó 28 partidos y marcó cinco goles.
El 8 de febrero de 2015, después de quedar sin equipo, anunció su retiro del fútbol profesional.

### Debut En Básquet
El domingo 3 de mayo del 2015 debutó a los 36 años en el primer equipo de la Comisión de Actividades Infantiles. Fue en el triunfo ante Petroquímica por 76 a 68 por el Torneo Apertura 2015 de la Asociación de Básquetbol de Comodoro Rivadavia.

## Selección nacional
Ha sido internacional con la Selección de fútbol de Argentina desde la categoría sub-17 jugando el sudamericano de la categoría y la Copa Mundial de Fútbol Sub-17 de 1995 donde obtendría el tercer puesto, luego sería parte de la categoría sub-20 donde nuevamente llegaría jugar una copa del mundo pero esta vez solo lograría llegar a los octavos de final.

### Participaciones en torneos internacionales
| Torneo                      | Sede      | Resultado        | Partidos | Part. titular | Goles |
| --------------------------- | --------- | ---------------- | -------- | ------------- | ----- |
| Sudamericano Sub-17 de 1995 | Perú      | Subcampeón       | 6        | 4             | 2     |
| Copa Mundial Sub-17 de 1995 | Ecuador   | Tercer Puesto    | 6        | 6             | 1     |
| Sudamericano Sub-20 de 1997 | Chile     | Campeón          | 7        | 4             | 1     |
| Sudamericano Sub-20 de 1999 | Argentina | Campeón          | 7        | 3             | 0     |
| Copa Mundial Sub-20 de 1999 | Nigeria   | Octavos de final | 4        | 3             | 0     |

## Estadísticas

### En clubes
| CA Huracán Argentina |                     |                     |     |    |    |    |    |     |     |      |      |
| 1.ª | 1996-97             | 27                  | 2   | —  | —  | —  | —  | 27  | 2   | 0.07 |      |
| 1.ª | 1997-98             | 26                  | 1   | —  | —  | —  | —  | 26  | 1   | 0.04 |      |
| 1.ª | 1998-99             | 27                  | 9   | —  | —  | —  | —  | 27  | 9   | 0.33 |      |
| Total club | Total club          | 80                  | 12  | 0  | 0  | 0  | 0  | 80  | 12  | 0.15 |      |
| Racing Club Argentina | 1.ª                 | 1999-00             | 31  | 6  | —  | —  | 5  | 0   | 36  | 6    | 0.17 |
| Inter de Milán · Italia | 1.ª                 | 2000                | —   | —  | 2  | 0  | 1  | 0   | 3   | 0    | 0,00 |
| Torino FC · Italia | 2.ª                 | 2001                | 4   | 1  | —  | —  | —  | —   | 4   | 1    | 0.25 |
| Ipswich Town Inglaterra | 1.ª                 | 2001-02             | 22  | 3  | 3  | 2  | 5  | 0   | 30  | 5    | 0.17 |
| Racing Club Argentina | 1.ª                 | 2002-03             | 31  | 2  | —  | —  | 11 | 2   | 42  | 4    | 0.10 |
| Santos Laguna · México | 1.ª                 | 2003-04             | 31  | 1  | 4  | 0  | 7  | 0   | 42  | 1    | 0.02 |
| Tigres de la UANL · México | 1.ª                 | 2004-05             | 30  | 3  | 3  | 0  | 7  | 2   | 40  | 5    | 0.13 |
| Tigres de la UANL · México | 1.ª                 | 2005-06             | 34  | 3  | 3  | 1  | 7  | 1   | 44  | 5    | 0.11 |
| Tigres de la UANL · México | Total club          | Total club          | 64  | 6  | 6  | 1  | 14 | 3   | 84  | 10   | 0.12 |
| Racing Club Argentina | 1.ª                 | 2006-07             | 25  | 0  | —  | —  | —  | —   | 25  | 0    | 0,00 |
| Racing Club Argentina | Total club          | Total club          | 87  | 8  | 0  | 0  | 16 | 2   | 103 | 10   | 0.10 |
| River Plate Argentina | 1.ª                 | 2007                | 6   | 1  | —  | —  | 1  | 0   | 7   | 1    | 0.14 |
| CFR Cluj · Rumania |                     |                     |     |    |    |    |    |     |     |      |      |
| 1.ª | 2008                | 8                   | 0   | 2  | 0  | —  | —  | 10  | 0   | 0,00 |      |
| 1.ª | 2008-09             | 29                  | 2   | 2  | 2  | 5  | 0  | 36  | 4   | 0.11 |      |
| 1.ª | 2009-10             | 26                  | 3   | 3  | 0  | 6  | 0  | 35  | 3   | 0.09 |      |
| 1.ª | 2010-11             | 24                  | 2   | 3  | 0  | —  | —  | 27  | 2   | 0.07 |      |
| 1.ª | 2011-12             | 23                  | 0   | 1  | 0  | —  | —  | 24  | 0   | 0,00 |      |
| Total club | Total club          | 110                 | 7   | 11 | 2  | 11 | 0  | 132 | 9   | 0.07 |      |
| Universidad Católica · Chile |                     |                     |     |    |    |    |    |     |     |      |      |
| 1.ª | 2012                | 14                  | 3   | —  | —  | 10 | 0  | 24  | 3   | 0.13 |      |
| 1.ª | 2013                | 13                  | 1   | 2  | 0  | —  | —  | 15  | 1   | 0.07 |      |
| Total club | Total club          | 27                  | 4   | 2  | 0  | 10 | 0  | 39  | 4   | 0.10 |      |
| Universidad de Concepción · Chile |                     |                     |     |    |    |    |    |     |     |      |      |
| 1.ª | 2013-14             | 28                  | 5   | —  | —  | —  | —  | 28  | 5   | 0.18 |      |
| 1.ª | 2014                | 13                  | 0   | 4  | 0  | —  | —  | 17  | 0   | 0,00 |      |
| Total club | Total club          | 41                  | 5   | 4  | 0  | 0  | 0  | 45  | 5   | 0.11 |      |
| Total en su carrera | Total en su carrera | Total en su carrera | 472 | 48 | 32 | 5  | 65 | 5   | 569 | 58   | 0.10 |
| (1) Incluye datos de Copa Sul-Minas (2000) y Campeonato Gaúcho (2000). (2) Incluye datos de Copa Centenario de la AFA (1992-93); Copa del Rey (1996-03); Copa de Escocia (1998-99) y Copa de Brasil (2000). (3) Incluye datos de Supercopa Sudamericana (1991-95); Copa Master (1992); Copa Libertadores de América (1995-96); Copa de la UEFA (1998-99); Liga de Campeones de la UEFA (1999) y Copa Sudamericana (2004). (4) Media de goles por encuentro. No incluye goles en partidos amistosos. |                     |                     |     |    |    |    |    |     |     |      |      |

### En selección
| Selección        | Temporada     | Amistosos | Amistosos | Sudamérica | Sudamérica | Mundial | Mundial | Total | Total | Media goleadora |
| Selección        | Temporada     | Part.     | Goles     | Part.      | Goles      | Part.   | Goles   | Part. | Goles | Media goleadora |
| ---------------- | ------------- | --------- | --------- | ---------- | ---------- | ------- | ------- | ----- | ----- | --------------- |
| Sub-17 Argentina | 1995          | —         | —         | 6          | 2          | 6       | 1       | 12    | 3     | 0.25            |
| Sub-17 Argentina | Total         | 0         | 0         | 6          | 2          | 6       | 1       | 12    | 3     | 0.25            |
| Sub-20 Argentina | 1997          | —         | —         | 7          | 1          | —       | —       | 7     | 1     | 0.14            |
| Sub-20 Argentina | 1999          | —         | —         | 7          | 0          | 4       | 0       | 11    | 0     | 0,00            |
| Sub-20 Argentina | Total         | 0         | 0         | 14         | 1          | 4       | 0       | 18    | 1     | 0.06            |
| Total carrera    | Total carrera | 0         | 0         | 20         | 3          | 10      | 1       | 30    | 4     | 0.13            |

### Resumen estadístico
| Competición           | Partidos | Goles | Promedio |
| --------------------- | -------- | ----- | -------- |
| Primera División      | 468      | 47    | 0.10     |
| Segunda División      | 4        | 1     | 0.25     |
| Copas nacionales      | 32       | 5     | 0.16     |
| Copas internacionales | 65       | 5     | 0.08     |
| Selección Sub-17      | 12       | 3     | 0.25     |
| Selección Sub-20      | 18       | 1     | 0.06     |
| Total                 | 599      | 62    | 0.1      |

## Palmarés

### Campeonatos nacionales
| Título               | Club              | Sede         | Año     |
| -------------------- | ----------------- | ------------ | ------- |
| Serie B              | Torino FC         | Turín        | 2000/01 |
| InterLiga de México  | Santos Laguna     | Carson       | 2004    |
| InterLiga de México  | Tigres de la UANL | Houston      | 2005    |
| InterLiga de México  | Tigres de la UANL | Carson       | 2006    |
| Liga I               | CFR Cluj          | Cluj-Napoca  | 2007/08 |
| Copa de Rumania      | CFR Cluj          | Piatra Neamț | 2007/08 |
| Copa de Rumania      | CFR Cluj          | Târgu Jiu    | 2008/09 |
| Supercopa de Rumania | CFR Cluj          | Bucarest     | 2009    |
| Liga I               | CFR Cluj          | Cluj-Napoca  | 2009/10 |
| Copa de Rumania      | CFR Cluj          | Iași         | 2009/10 |
| Supercopa de Rumania | CFR Cluj          | Cluj-Napoca  | 2010    |
| Liga I               | CFR Cluj          | Cluj-Napoca  | 2011/12 |

### Copas internacionales
| Título                         | Club             | País          | Año  |
| ------------------------------ | ---------------- | ------------- | ---- |
| Campeonato Sudamericano Sub-20 | Argentina Sub-20 | La Serena     | 1997 |
| Campeonato Sudamericano Sub-20 | Argentina Sub-20 | Mar del Plata | 1999 |